# خط طول 93° غرب
خط طول 93° غرب هو أحد خطوط الطول الجغرافية، والتي تمتد من القطب الشمالي الجغرافي إلى القطب الجنوبي الجغرافي، وحسب التحويل الزمني يتأخر خط طول 93° غرب عن خط غرينتش بـ6 ساعة و12 دقيقة.

## من القطب إلى القطب
ينطلق خط طول 93° غرب من القطب الشمالي نحو القطب الجنوبي مرورا بالمناطق التي ترد في الجدول التالي:
| الإحداثيات                         | البلد أو الإقليم أو البحر | ملاحظات |
| ---------------------------------- | ------------------------- | --- |
| 90°0′N 93°0′W / 90.000°N 93.000°W  | المحيط المتجمد الشمالي    | |
| 81°20′N 93°0′W / 81.333°N 93.000°W | كندا                      | نونافوت — جزيرة أكسل هايبرغ |
| 78°36′N 93°0′W / 78.600°N 93.000°W | Norwegian Bay             | Passing just east of Cornwall Island, نونافوت, كندا (at 77°39′N 93°4′W / 77.650°N 93.067°W) |
| 76°37′N 93°0′W / 76.617°N 93.000°W | كندا                      | نونافوت — جزيرة ديفون |
| 76°16′N 93°0′W / 76.267°N 93.000°W | Wellington Channel        | |
| 74°40′N 93°0′W / 74.667°N 93.000°W | Parry Channel             | Barrow Strait |
| 74°9′N 93°0′W / 74.150°N 93.000°W  | كندا                      | نونافوت — Somerset Island |
| 72°46′N 93°0′W / 72.767°N 93.000°W | خليج بوتيا                | |
| 71°22′N 93°0′W / 71.367°N 93.000°W | كندا                      | نونافوت — mainland |
| 62°4′N 93°0′W / 62.067°N 93.000°W  | خليج هدسون                | |
| 58°20′N 93°0′W / 58.333°N 93.000°W | كندا                      | مانيتوبا أونتاريو — from 54°13′N 93°0′W / 54.217°N 93.000°W |
| 48°27′N 93°0′W / 48.450°N 93.000°W | الولايات المتحدة          | مينيسوتا, passing through سانت بول (مينيسوتا) (at 44°57′N 93°0′W / 44.950°N 93.000°W) آيوا — from 43°30′N 93°0′W / 43.500°N 93.000°W ميزوري — from 40°35′N 93°0′W / 40.583°N 93.000°W أركنساس — from 36°30′N 93°0′W / 36.500°N 93.000°W لويزيانا — from 33°1′N 93°0′W / 33.017°N 93.000°W |
| 29°43′N 93°0′W / 29.717°N 93.000°W | خليج المكسيك              | |
| 18°26′N 93°0′W / 18.433°N 93.000°W | المكسيك                   | تاباسكو تشياباس — from 17°33′N 93°0′W / 17.550°N 93.000°W |
| 15°17′N 93°0′W / 15.283°N 93.000°W | المحيط الهادئ             | |
| 60°0′S 93°0′W / 60.000°S 93.000°W  | المحيط الجنوبي            | |
| 72°30′S 93°0′W / 72.500°S 93.000°W | القارة القطبية الجنوبية   | المطالب الإقليمية بالقارة القطبية الجنوبية |